# Philippe le Chancelier
Philippe le Chancelier (ou Philippus Cancellarius Parisiensis : « Philippe chancelier de Paris ») qui vécut entre 1165-1236, est un théologien, poète et compositeur français.

## Biographie
Fils illégitime de l'archidiacre de Paris, Philippe le Chancelier devint archidiacre de Noyon puis chancelier de Notre-Dame en 1217 où il fut responsable de l'enseignement à l'université. Dans un premier temps il lutta contre l'autonomie de ses élèves et des maîtres vis-à-vis du clergé, mais se rangea au côté de ces derniers lors de la grève de l'université de Paris en 1229. Il fut également un grand connaisseur de la pensée grecque et arabe et écrivit un certain nombre d'ouvrages dont le plus connu est la Summa de bono (« Somme sur le bien »), portant sur la nature du bien.
On lui doit plus de 330 sermons sur les Psaumes connus aussi sous le nom de "Summa super Psalterium" ou de "Distinctiones super Psalterium"; et près de 80 pièces vocales, dont certaines figurent dans la collection qu'on appelle les Carmina Burana. Sa production lyrique comporte des œuvres religieuses, morales ou satiriques. D'autres pièces ont été conservées dans un manuscrit de Notre-Dame conservé à Florence (Biblioteca Laurenziana, Pluteo 29.1). Il écrivit principalement en latin, bien que quelques pièces en langue vernaculaire lui soient attribuées.